# Euro Beach Soccer League 2023
L'Euro Beach Soccer League 2023 è stata la 26ª edizione di questo torneo.

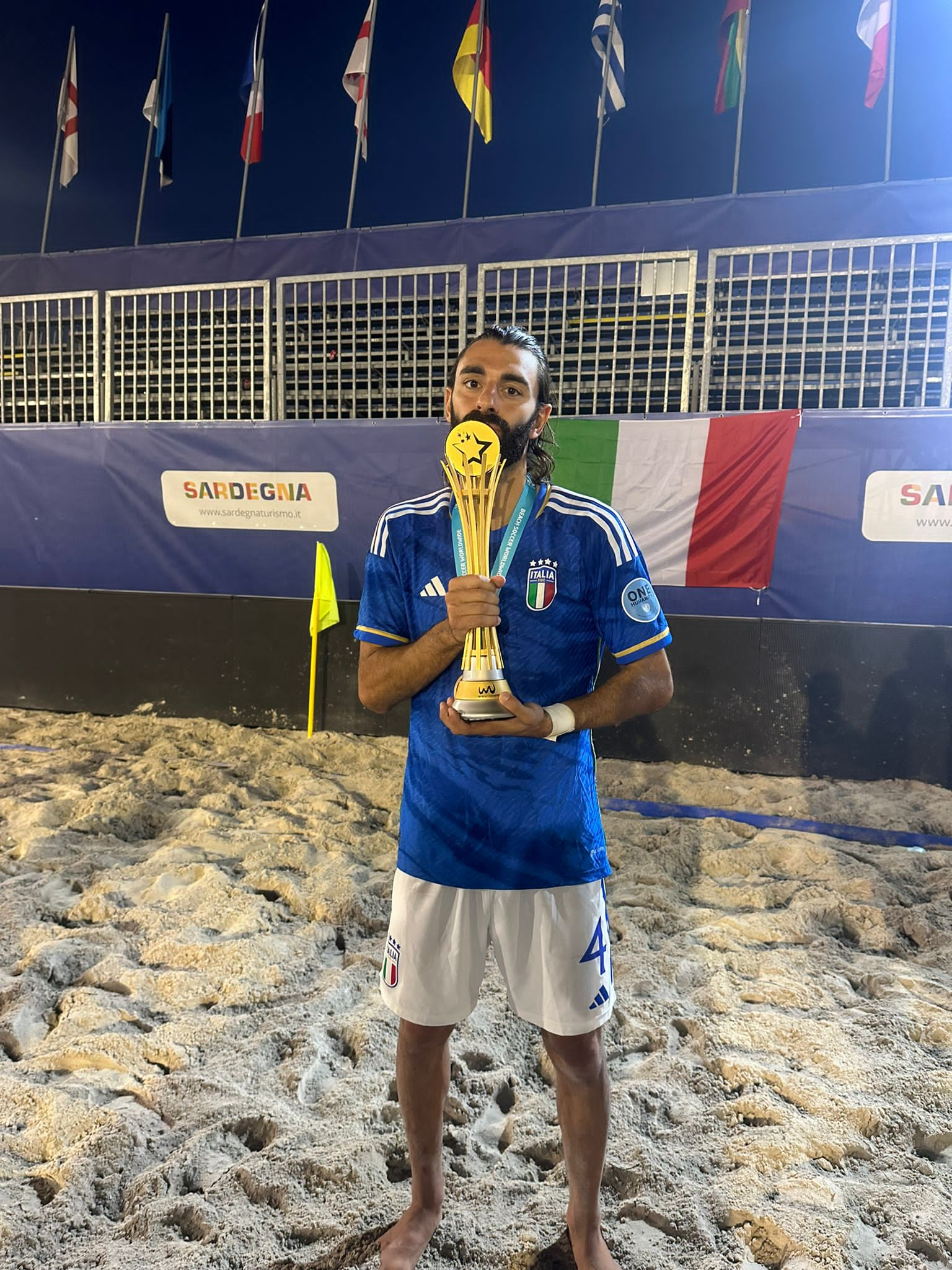
Gianmarco Genovali, vincitore dell’Europeo con l’Italia

La competizione è stata disputata da ventitré nazionali e il titolo, nella finale svoltasi ad Alghero, è andato all'Italia, vincitrice sulla Spagna. L'Italia ha ottenuto così il suo terzo successo nel torneo dopo quelli del 2005 e del 2018.

## Squadre partecipanti
Le seguenti squadre hanno partecipato alla competizione.
I numeri tra parentesi mostrano il ranking europeo di ogni squadra prima dell'inizio della stagione, su 36 nazioni.

### Divisione A
- Portogallo (1ª)
- Spagna (3ª)
- Svizzera (4ª)
- Italia (5ª)
- Bielorussia (7ª)
- Azerbaigian (8ª)
- Francia (9ª)
- Germania (10ª)

- Moldavia (11ª)
- Polonia (12ª)
- Turchia (13ª)
- Estonia (14ª)
- Danimarca (17ª)
- Grecia (19ª)
- Romania (23ª)

### Divisione B
- Lituania (15ª)
- Norvegia (16ª)
- Rep. Ceca (18ª)
- Svezia (20ª)

- Inghilterra (22ª)
- Malta (24ª)
- Slovacchia (25ª)
- Georgia (26ª)

## Fase finale

### Divisione B

#### Classifica
| Pos | Squadra     | Risultato               |
| --- | ----------- | ----------------------- |
| 1   | Lituania    | Promosse in Divisione A |
| 2   | Rep. Ceca   | Promosse in Divisione A |
| 3   | Georgia     |                         |
| 4   | Norvegia    |                         |
| 5   | Inghilterra |                         |
| 6   | Slovacchia  |                         |
| 7   | Svezia      |                         |
| 8   | Malta       |                         |

### Divisione A

#### Gruppo 1
| Pos | Team        | G | V | V+ | VP | P | GF | GS | GD  | Pts |
| --- | ----------- | - | - | -- | -- | - | -- | -- | --- | --- |
| 1   | Italia      | 3 | 3 | 0  | 0  | 0 | 17 | 6  | +11 | 9   |
| 2   | Bielorussia | 3 | 2 | 0  | 0  | 1 | 18 | 7  | +11 | 6   |
| 3   | Moldavia    | 3 | 1 | 0  | 0  | 2 | 8  | 20 | –12 | 3   |
| 4   | Grecia      | 3 | 0 | 0  | 0  | 3 | 7  | 17 | –10 | 0   |

| Squadra 1   | Risultato | Squadra 2   |
| ----------- | --------- | ----------- |
| Bielorussia | 9-1       | Moldavia    |
| Grecia      | 2-5       | Italia      |
| Bielorussia | 7-2       | Grecia      |
| Italia      | 8-2       | Moldavia    |
| Moldavia    | 5-3       | Grecia      |
| Italia      | 4-2       | Bielorussia |

#### Gruppo 2
| Pos | Team        | G | V | V+ | VP | P | GF | GS | GD | Pts |
| --- | ----------- | - | - | -- | -- | - | -- | -- | -- | --- |
| 1   | Svizzera    | 3 | 2 | 0  | 0  | 1 | 20 | 17 | +3 | 6   |
| 2   | Romania     | 3 | 2 | 0  | 0  | 1 | 11 | 13 | -2 | 6   |
| 3   | Turchia     | 3 | 1 | 0  | 0  | 2 | 15 | 13 | +2 | 3   |
| 4   | Azerbaigian | 3 | 0 | 0  | 1  | 2 | 14 | 17 | –3 | 0   |

| Squadra 1   | Risultato        | Squadra 2   |
| ----------- | ---------------- | ----------- |
| Azerbaigian | 5-5 (3-1 d.c.r.) | Turchia     |
| Romania     | 3-8              | Svizzera    |
| Azerbaigian | 2-4              | Svizzera    |
| Svizzera    | 4-7              | Turchia     |
| Svizzera    | 8-7              | Azerbaigian |
| Turchia     | 3-4              | Romania     |

#### Gruppo 3
| Pos | Team       | G | V | V+ | VP | P | GF | GS | GD  | Pts |
| --- | ---------- | - | - | -- | -- | - | -- | -- | --- | --- |
| 1   | Portogallo | 3 | 2 | 1  | 0  | 0 | 22 | 11 | +11 | 8   |
| 2   | Danimarca  | 3 | 0 | 0  | 2  | 1 | 9  | 15 | -6  | 2   |
| 3   | Estonia    | 3 | 0 | 1  | 0  | 2 | 13 | 13 | 0   | 2   |
| 4   | Francia    | 3 | 0 | 0  | 0  | 3 | 8  | 13 | –5  | 0   |

| Squadra 1  | Risultato        | Squadra 2  |
| ---------- | ---------------- | ---------- |
| Francia    | 4-5 d.t.s.       | Estonia    |
| Danimarca  | 4-10             | Portogallo |
| Portogallo | 6-5 d.t.s.       | Estonia    |
| Francia    | 2-2 (3-5 d.c.r.) | Danimarca  |
| Estonia    | 3-3 (4-5 d.c.r.) | Danimarca  |
| Portogallo | 6-2              | Francia    |

#### Gruppo 4
| Pos | Team     | G | V | V+ | VP | P | GF | GS | GD | Pts |
| --- | -------- | - | - | -- | -- | - | -- | -- | -- | --- |
| 1   | Spagna   | 2 | 2 | 0  | 0  | 0 | 11 | 4  | +7 | 6   |
| 2   | Germania | 2 | 1 | 0  | 0  | 1 | 5  | 9  | -4 | 3   |
| 3   | Polonia  | 2 | 0 | 0  | 0  | 2 | 6  | 9  | -3 | 2   |

| Squadra 1 | Risultato | Squadra 2 |
| --------- | --------- | --------- |
| Spagna    | 6-1       | Germania  |
| Polonia   | 3-4       | Germania  |
| Spagna    | 5-3       | Polonia   |

### Play-off retrocessione
| Pos | Team        | G | V | V+ | VP | P | GF | GS | GD | Pts |
| --- | ----------- | - | - | -- | -- | - | -- | -- | -- | --- |
| 1   | Francia     | 3 | 2 | 0  | 0  | 1 | 14 | 8  | +6 | 6   |
| 2   | Moldavia    | 3 | 1 | 0  | 1  | 1 | 9  | 8  | +1 | 4   |
| 3   | Azerbaigian | 3 | 1 | 0  | 0  | 2 | 13 | 16 | -3 | 3   |
| 4   | Grecia      | 3 | 0 | 0  | 1  | 2 | 7  | 11 | –4 | 1   |

| Squadra 1   | Risultato        | Squadra 2   |
| ----------- | ---------------- | ----------- |
| Grecia      | 2-2 (5-4 d.c.r.) | Moldavia    |
| Azerbaigian | 3-9              | Francia     |
| Azerbaigian | 6-3              | Grecia      |
| Moldavia    | 3-2              | Francia     |
| Francia     | 3-2              | Grecia      |
| Moldavia    | 4-4 (4-1 d.c.r.) | Azerbaigian |

### 9º-11º posto
| Pos | Team    | G | V | V+ | VP | P | GF | GS | GD | Pts |
| --- | ------- | - | - | -- | -- | - | -- | -- | -- | --- |
| 1   | Polonia | 2 | 2 | 0  | 0  | 0 | 8  | 4  | +4 | 6   |
| 2   | Estonia | 2 | 1 | 0  | 0  | 1 | 9  | 11 | -2 | 3   |
| 3   | Turchia | 2 | 0 | 0  | 0  | 2 | 6  | 8  | -2 | 0   |

| Squadra 1 | Risultato | Squadra 2 |
| --------- | --------- | --------- |
| Turchia   | 1-2       | Polonia   |
| Estonia   | 3-6       | Polonia   |
| Turchia   | 5-6       | Estonia   |

### Fase a eliminazione diretta
|  | Quarti di finale | Quarti di finale |             |            | Semifinali                | Semifinali                |  |  | Finale   | Finale |
|  |                  |                  |             |            |                           |                           |  |  |          |        |
|  | 22-09-23         |                  |             |            |                           |                           |  |  |          |        |
|  |                  |                  |             |            |                           |                           |  |  |          |        |
|  | Svizzera         | 3                |             |            |                           |                           |  |  |          |        |
|  | Svizzera         | 3                | 23-09-23    |            |                           |                           |  |  |          |        |
|  | Bielorussia      | 4                |             |            |                           |                           |  |  |          |        |
|  | Bielorussia      | 4                | Bielorussia | 2          |                           |                           |  |  |          |        |
|  | 22-09-23         |                  | Bielorussia | 2          |                           |                           |  |  |          |        |
|  |                  | Spagna           | 4           |            |                           |                           |  |  |          |        |
|  | Spagna           | Spagna           | 4           | 9          |                           |                           |  |  |          |        |
|  | Spagna           |                  | 24-09-23    | 9          |                           |                           |  |  |          |        |
|  | Danimarca        | 5                |             |            |                           |                           |  |  |          |        |
|  | Danimarca        | 5                | Spagna      | 4          |                           |                           |  |  |          |        |
|  | 22-09-23         |                  | Spagna      | 4          |                           |                           |  |  |          |        |
|  |                  | Italia           | 5           |            |                           |                           |  |  |          |        |
|  | Italia           | Italia           | 5           | 8          |                           |                           |  |  |          |        |
|  | Italia           | 23-09-23         |             | 8          |                           |                           |  |  |          |        |
|  | Romania          | 2                |             |            |                           |                           |  |  |          |        |
|  | Romania          | 2                | Italia      | 2          | Finale per il terzo posto | Finale per il terzo posto |  |  |          |        |
|  | 22-09-23         |                  | Italia      | 2          | Finale per il terzo posto | Finale per il terzo posto |  |  |          |        |
|  |                  | Portogallo       | 1           |            |                           |                           |  |  |          |        |
|  | Portogallo       | Portogallo       | 1           | 8          | Bielorussia               | 6                         |  |  |          |        |
|  | Portogallo       |                  |             | 8          | Bielorussia               | 6                         |  |  |          |        |
|  | Germania         | 2                |             | Portogallo | 5                         |                           |  |  |          |        |
|  | Germania         | 2                |             |            | 5                         |                           |  |  |          |        |
|  |                  |                  |             |            |                           |                           |  |  | 24-09-23 |        |
|  |                  |                  |             |            |                           |                           |  |  |          |        |

|  | Semifinali 5º/8º posto | Semifinali 5º/8º posto | Semifinali 5º/8º posto |         |          | Finale 5º posto | Finale 5º posto | Finale 5º posto |  |
|  |                        |                        |                        |         |          |                 |                 |                 |  |
|  | Svizzera               | Svizzera               | 7                      |         |          |                 |                 |                 |  |
|  | Svizzera               | Svizzera               | 7                      |         |          |                 |                 |                 |  |
|  | Danimarca              | Danimarca              | 5                      |         |          |                 |                 |                 |  |
|  | Danimarca              | Danimarca              | 5                      |         | Svizzera | Svizzera        | 8               |                 |  |
|  |                        |                        |                        |         | Svizzera | Svizzera        | 8               |                 |  |
|  |                        |                        | Romania                | Romania | 6        |                 |                 |                 |  |
|  | Romania                | Romania                | Romania                | Romania | 6        | 4               |                 |                 |  |
|  | Romania                | Romania                |                        |         |          | 4               |                 |                 |  |
|  | Germania               | Germania               | 2                      |         |          | Finale 7º posto | Finale 7º posto | Finale 7º posto |  |
|  | Germania               | Germania               | 2                      |         |          |                 |                 |                 |  |
|  |                        |                        |                        |         |          |                 |                 |                 |  |
|  |                        |                        |                        |         |          | Danimarca       | Danimarca       | 5               |  |
|  |                        |                        |                        |         |          | Danimarca       | Danimarca       | 5               |  |
|  |                        |                        |                        |         |          | Germania        | Germania        | 6               |  |

### Classifica
| Pos | Team        |
| --- | ----------- |
| 1   | Italia      |
| 2   | Spagna      |
| 3   | Bielorussia |
| 4   | Portogallo  |
| 5   | Svizzera    |
| 6   | Romania     |
| 7   | Germania    |
| 8   | Danimarca   |
| 9   | Polonia     |
| 10  | Estonia     |
| 11  | Turchia     |
| 12  | Francia     |
| 13  | Moldavia    |
| 14  | Azerbaigian |
| 15  | Grecia      |